# Винницкая, Алёна
Алёна Ви́нницкая (укр. Альона Вінницька, настоящее имя — Ольга Викторовна Винницкая (укр. Ольга Вікторівна Вінницька); род. 27 декабря 1974, Киев, Украинская ССР, СССР) — украинская певица, автор-исполнительница и телеведущая. Получила известность в начале 2000-х годов как вокалистка женской поп-группы «ВИА Гра». В составе коллектива выпустила дебютный альбом «Попытка № 5», исполнив все основные вокальные партии в песнях, снялась в шести видеоклипах и сыграла в двух новогодних мюзиклах. После ухода из «ВИА Гры» в 2003 году при поддержке музыкантов группы Cool Before начала сольную карьеру, исполняя композиции собственного сочинения в стиле поп-рок.
Первый сольный альбом Алёны Винницкой «Рассвет» вышел в 2004 году и был признан седьмым лучшим украинским альбомом года по итогам голосования читателей украинского музыкального интернет-портала Music. В 2005 году певица выпустила второй диск под названием «007». заглавная песня альбома, ставшая хитом в Украине, в 2006 году вошла в саундтрек к боевику Андрея Кавуна «Охота на пиранью». В том же году немецкий лейбл ZYX Music выпустил европейское переиздание дебютного альбома исполнительницы «Рассвет» — Sunrise, в которое вошли англоязычные версии некоторых композиций.
Третья сольная пластинка Винницкой «Куклы» была выпущена в 2006 году. В 2007-м певица представила альбом ремиксов «Электро», а также, в рамках акции «Звездная дорога», выпустила подарочный бокс «Звездная коллекция», который включал в себя все имеющиеся на тот момент сольные альбомы и клипы певицы. Весной того же года Винницкая отправилась во всеукраинский тур «Через тернии к звёздам», посетив все областные центры и крупные города Украины.
В 2008 году исполнительница выпустила макси-сингл «Конверт» и ремиксовый альбом «ЗаМИКСовано. The Best mixes». В 2010 году Винницкая приняла участие во втором сезоне музыкального телешоу «Народна зірка» на телеканале «Украина», а в 2011-м —  в телепроекте «Зірки в опері» на канале «1+1».
В 2013 году Алёна Винницкая » стала одной из наставниц в телевизионном кастинге по поиску участниц в группу «ВИА Гра», получившем название «Хочу V ВИА Гру». Её тройка дошла до финала, но уступила подопечным Надежды Мейхер. В 2015 году певица выступила с сольной программой «Разговоры о любви», а в 2017-м представила концертную программу «Откровения», в которую вошли многие её известные композиции в полуакустической версии.
С 2015 по 2022 год — ведущая программы «Зірковий шлях» на телеканале «Украина».

## Биография

### Детство и ранние годы
Родилась 27 декабря 1974 года в Киеве. Её отец был инженером, мать — воспитательницей. При рождении получила имя Ольга, однако родители с детства называли её Алёной. По словам певицы, на оба имени она откликается «совершенно спокойно».
В детстве занималась различными видами творческой деятельности. В пять лет по просьбе отца, Виктора Ивановича Винницкого, начала писать стихи. В юности была большой поклонницей рок-группы «Кино», увлекалась творчеством Виктора Цоя, и вскоре самостоятельно освоила игру на гитаре. В 15 лет написала свою первую песню, которую затем исполнила на школьном выпускном вечере. Окончила киевскую школу № 26. По собственному признанию в школе училась хорошо, предпочтение отдавала гуманитарным предметам. После окончания школы пыталась поступить в Киевский национальный университет театра, кино и телевидения имени И. К. Карпенко-Карого, но не прошла конкурсный отбор. Певица имеет диплом режиссёра, полученный в Национальной академии руководящих кадров культуры и искусств.
В 1993 году познакомилась с музыкантами из коллектива «Семь» и организовала с ними рок-группу «Последний единорог» (The Last Unicorn), в составе которой писала и исполняла песни на английском языке. Художественным руководителем группы был будущий супруг певицы Сергей Большой. Первые концерты коллектив дал в Центральном киевском госпитале. Вместе с оригинальным материалом репертуар группы включал хиты постсоветского пространства.
После распада группы Винницкая некоторое время работала страховым агентом, однако в 1996 году она оставила работу в страховой компании и пошла учиться в театральную школу на базе Экологического института. В 1997 году, после распада театральной труппы, в которой она состояла, Алёна работала репортёром новостей, затем стала ведущей на украинском музыкальном канале BIZ-TV. Она также вела программу «Фан-клуб» на телеканале «Интер». В 1998 году окончила независимую школу кино и телевидения Internews.

### 2000—2003: «ВИА Гра»

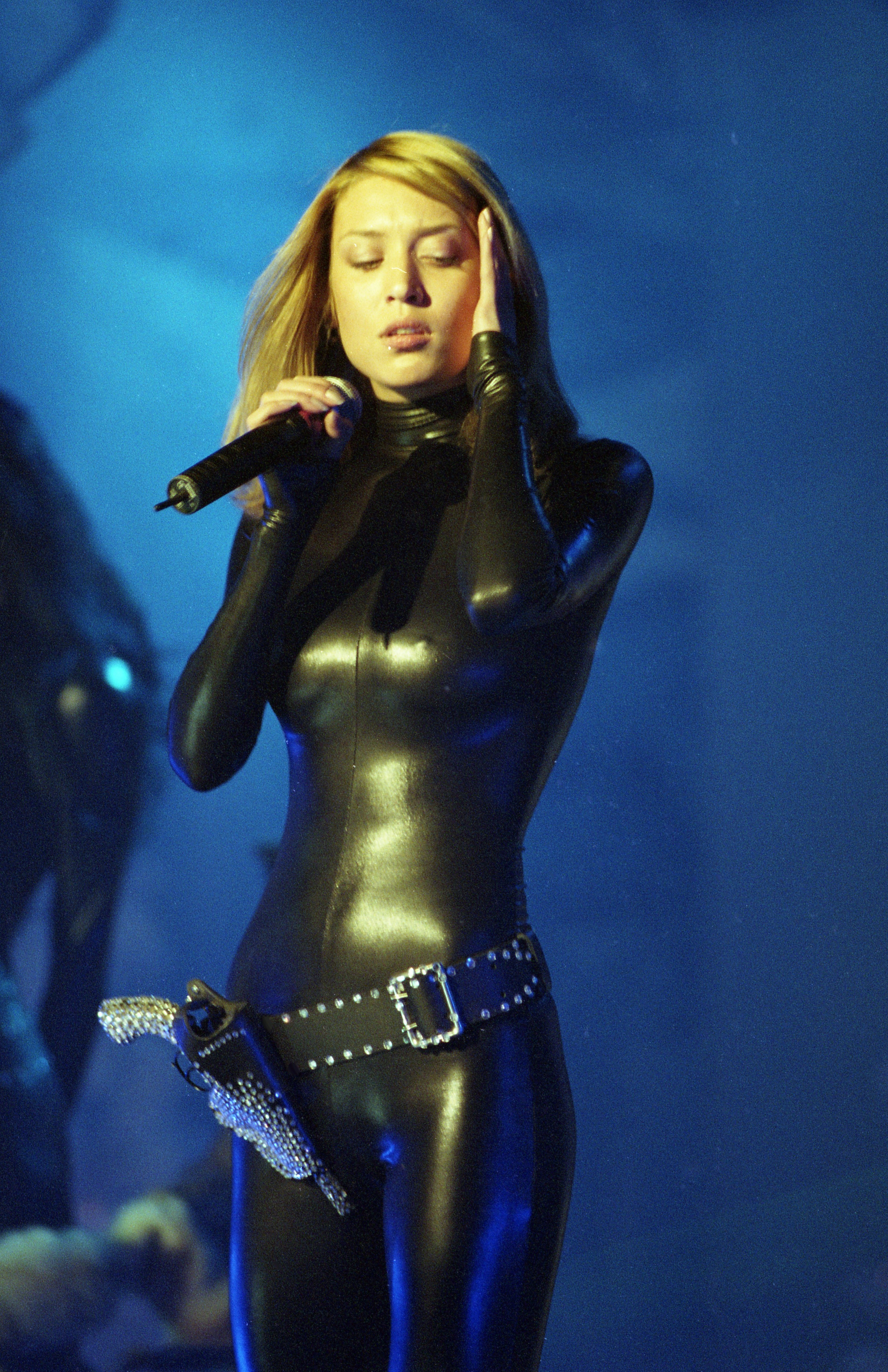
В группе «ВИА Гра» (2001)

В 1999 году Дмитрий Костюк, владелец канала BIZ-TV, предложил Винницкой стать участницей девичьей поп-группы, которую он задумал вместе с композитором Константином Меладзе. Спустя некоторое время в пару к Винницкой продюсеры пригласили Надежду Грановскую, а сам коллектив вскоре получил название «ВИА Гра», придуманное Костюком. Поскольку Грановская на тот момент не обладала вокальными способностями, основные вокальные партии в песнях исполняла Винницкая. 3 сентября 2000 года на телеканале BIZ-TV состоялась премьера дебютного клипа группы «ВИА Гра» на песню «Попытка № 5», которая занимала верхние позиции различных украинских музыкальных хит-парадов. В декабре того же года вышел второй клип на композицию «Обними меня».
В 2001 году были сняты клипы на песни «Бомба» и «Я не вернусь». 2 октября того же года в московском клубе «Луксор» состоялась презентация дебютного альбома «Попытка № 5». Осенью Алёна Винницкая и Надежда Грановская приняли участие в съёмках новогоднего мюзикла телеканала «Интер» «Вечера на хуторе близ Диканьки», где сыграли подружек Оксаны. В начале 2002 года, после ухода Надежды Грановской в декретный отпуск, к Алёне Винницкой присоединились профессиональная модель из Санкт-Петербурга Татьяна Найник и бывшая ведущая «Нового канала» Анна Седокова. В обновлённом составе коллектив выпустил песню и клип «Стоп! Стоп! Стоп!» и переиздал дебютный альбом. 12 сентября «ВИА Гра» завершила съёмки клипа на песню «Good morning, папа!».
1 января 2003 года на украинском телевидении вышел мюзикл «Золушка», в котором снялись участницы коллектива. Винницкой досталась роль шведской принцессы. В том же месяце Алёна Винницкая покинула группу «ВИА Гра», решив заняться сольной карьерой.

### 2003—2005: начало сольной карьеры, «Рассвет» и «007»
После ухода из группы «ВИА Гра», при поддержке музыкантов коллектива Cool Before, Винницкая начала сольную карьеру. В репертуар певицы вошли композиции в стиле поп-рок, слова и музыку к которым она писала сама. Продюсером первых двух альбомов певицы стал Виталий Климов, работавший группами с «Табула Раса» и «Океаном Ельзи». Первой сольной работой Винницкой стал сингл «Давай забудем всё», на который режиссёром Виктором Придуваловым был снят клип. Премьера видео состоялась в июне 2003 года. 17 октября того же года Алёна Винницкая подписала контракт с компанией Ukrainian records, представителем мейджора Universal Music Group на Украине. В ноябре того же года во Львове и Крыму прошли съёмки видео на второй сольный сингл певицы «Рассвет». Режиссёром клипа стал Виктор Вилкс. 6 декабря Винницкая выступила на разогреве у шведской группы The Cardigans на их концерте во «Дворце спорта» в Киеве.
В мае 2004 года Винницкая выступила на рок-фестивале «Чайка» в Киеве. 28 мая в киевском клубе «Сан-Сити» певица представила дебютный сольный альбом «Рассвет». Автором десяти из двенадцати композиций, вошедших в пластинку, выступила сама исполнительница, две песни — «Музыка рок» и «Ветер перемен» — она написала в соавторстве с музыкантом Cool Before Алексеем «Большим» Сергеевым. По мнению рецензента InterMedia Марка Раделя, диск «получился симпатичным, но в качестве ответа „ВИА Гре“ не особенно состоятельным». Пластинке, по словам обозревателя, «несколько помешало слишком сильное желание доказать свою правоту Константину Меладзе, сделать иначе, но не хуже», и «немногочисленные шлягеры сольного дебютника вроде „Давай забудем все“» звучат «как скромное подражание герлз-бэнду имени Константина Меладзе». В сентябре того же года в одном из павильонов киевского ВДНХ на песню «Видишь, я жива (Измученное сердце)» было снято видео, съёмками которого руководили братья Александр и Игорь Стеколенко. В ноябре певица стала лауреатом украинского телефестиваля «Песня года», получив награду за композицию «Рассвет». В конце 2004 года Винницкая подала заявку на участие в украинском национальном отборе на конкурс песни «Евровидение-2005», однако позднее сняла свою кандидатуру. По итогам голосования читалей украинского музыкального интернет-портала Music пластинка «Рассвет» заняла седьмое место в списке лучших украинских альбомов 2004 года.
В июне 2005 года Винницкая презентовала в Киеве второй альбом под названием «007», в который вошли 14 композиций, некоторые из них представляют собой ремиксы на песни с предыдущего диска. Заглавная песня альбома, ставшая хитом на Украине, в 2006 году вошла в саундтрек к боевику Андрея Кавуна «Охота на пиранью». На эту композицию был также снят клип, съёмки которого проходили в начале 2005 года в киевском музее Косой капонир под руководством Александра Игудина. 21 октября 2005 года немецкий лейбл ZYX Music выпустил европейское переиздание дебютного альбома певицы «Рассвет» — Sunrise, которое включало в себя четыре бонус-трека — англоязычные версии песен «Рассвет», «Измученное сердце», «Давай забудем всё» и «007». В декабре Винницкая в дуэте с оперным певцом Владимиром Гришко исполнила песню «Києве мій» в новогоднем шоу канала «1+1» «Метро. Старые песни о главном».

### 2006—2008: «Куклы», «Электро», «Конверт» и «ЗаМИКСовано»
В феврале 2006 года состоялась премьера песни к новому альбому «Куклы». В том же месяце в Санкт-Петербурге под руководством режиссёра Александра Игудина прошли съёмки видеоклипа на эту композицию. Сценарий клипа, задуманного как пародия на продюсерские женские поп-коллективы, певица придумала сама. Летом Винницкая выпустила альбом «Куклы», в который вошли 11 композиций, в частности, одноимённая песня. Диск записывался с января по начало мая 2006 года на киевской студии «Круц-продакшн». На композицию «Тумба-буги», записанную совместно с Георгием Делиевым, был снят клип, съёмки которого проходили в мае в Одессе под руководством самого Делиева. В ролике обыгрывается один из эпизодов знаменитого фильма Квентина Тарантино «Криминальное чтиво» – танец Винсента Веги (Джон Траволта) и Мии Уоллес (Ума Турман). В августе в Киеве прошли съёмки клипа на песню «Одиночество», режиссёрами которого стали Александр и Игорь Стеколенко. В сентябре композиция «Видишь, я жива (Измученное сердце)» из дебютного альбома певицы вошла в саундтрек к комедийному сериалу «Здрасьте, я ваше папо!». В декабре состоялись съёмки видео на песню «Звездочёт» из альбома «Куклы». Режиссёром ролика выступил Александр Игудин.
В январе 2007 года вышел альбом танцевальной музыки «Электро», в который вошли 12 ремиксов на наиболее известные композиции певицы. Весной того же года Алёна Винницкая организовала акцию «Звездная дорога», в рамках которой 16 марта ограниченным тиражом был выпущен подарочный бокс «Звёздная коллекция», включавший в себя все имеющиеся на тот момент сольные альбомы и клипы певицы. В апреле исполнительница отправилась во всеукраинский тур «Через тернии к звёздам», посетив все областные центры и крупные города Украины. Осенью пластинка «Звёздная коллекция» вышла в России. Рецензент InterMedia Марк Радель отметил, что среди имеющегося у исполнительницы материала «есть несомненные хиты, причем в количестве, более чем достаточном для успешного выхода на российский рынок». Недостатками всех альбомов, вошедших в сборник, рецензент назвал «однообразие материала, не всегда удачные тексты и небольшой вокальный диапазон певицы», которые, однако, заметны лишь при прослушивании «полного собрания сочинений вроде „Звёздной коллекции“». Журналист высоко оценил видеоработы певицы, насыщенные «идеями и визуальными эффектами». В октябре был снят клип на песню «Равнодушна», режиссёром которого выступил Сергей Солодкий.

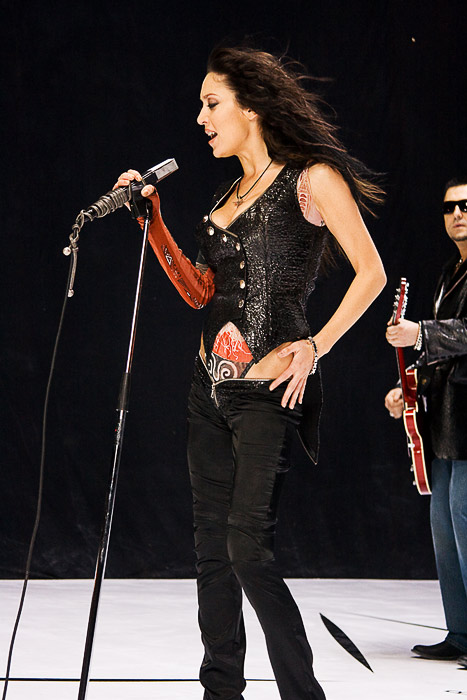
2008 год, съёмки клипа «Конверт»

В феврале 2008 года под руководством Игоря Иванова прошли съёмки клипа на композицию «Конверт». В апреле того же года Винницкая выпустила одноимённый макси-сингл, а также была признана девушкой месяца мужского журнала XXL, появившись на обложке апрельского номера. В сентябре певица приняла участие в благотворительном телепроекте канала «1+1» «Танцую для тебя», где её партнёром был Андрей Матвиенко. В том же месяце вышли песня и клип «Осень золотая» (ремейк одноимённой композиции Алексея Большого). В декабре Винницкая выпустила ремиксовый альбом под названием «ЗаМИКСовано. The Best mixes», в который, помимо ремиксов на её известные песни, вошли композиция «Осень золотая» и запись «живого» концерта в Донецке в рамках тура «Через тернии к звёздам».

### 2009—2012: «Народна зірка», «Зірки в опері»
14 февраля 2009 года Винницкая представила песню «Я здесь, я рядом», входившую в её первый сольный альбом «Рассвет» и ставшую саундтреком к украинскому полнометражному фильму «Случайная запись», в котором певица сыграла саму себя. 15 февраля в программе «Міністерство Прем'єр» на канале M1 состоялась премьера клипа, снятого Батой Недич. В том же месяце на студии «Киевнаучфильм» прошли съёмки клипа на композицию «Всё это с нами (Весна)», режиссёром которого выступил Сергей Солодкий. 29 августа Винницкая выступила на открытии стадиона «Донбасс Арена» в Донецке, где вместе с Натальей Могилевской и  Светланой Лободой исполнила известную композицию группы Queen «We Will Rock You». 27 сентября певица презентовала песню «Так случилось». Изначально композиция была выпущена в альбоме «Куклы», но в радиоэфиры попала версия, записанная для пластинки «Электро».
В марте 2010 года прошли съёмки клипа на песню «Слушай меня, девочка». В том же месяце Винницкая стала участницей второго сезона музыкального телешоу «Народна зірка» (с укр. — «Народная звезда») на телеканале «Украина», где её партнёром был Александр Кузьмин. Пара покинула проект в седьмом эфире. 11 октября в эфире «Русского радио (Украина)» состоялась премьера сингла «Что ты со мной сделал?», который имел успех на украинских радиостанциях. На композицию был снят клип, режиссёром выступил Тарас Маляревич. 6 ноября в Киеве Винницкая выступила на юбилейном концерте группы «ВИА Гра». В том же месяце исполнительница выпустила сборник лучших песен «Алёна Винницкая. Сборник хитов 2003—2010», презентация которого состоялась в декабре в одном из киевских магазинов Comfy.
5 апреля 2011 года на украинских радиостанциях состоялась премьера сингла «Не плачь, детка», а в июле певица представила клип на эту песню, который снял Сергей Перцев. В съёмках видео приняла участие украинская исполнительница Гайтана. Осенью того же года Алёна Винницкая сыграла небольшую роль в украинском комедийном сериале «Такси». В декабре певица совместно с группой «Киевэлектро» представила клип на танцевальную песню «Курортная (Гуляй, славяне!)». В январе 2012 года Винницкая приняла участие в телепроекте «Зірки в опері» (с укр. — «Звёзды в опере») на канале «1+1», её партнёром в этом шоу был солист 
Харьковского Академического Театра оперы и балета Владимир Козлов, который обучал певицу оперному пению. 25 апреля того же года в киевском концертном зале Crystall Hall исполнительница представила концертную программу «Это я», в рамках которой исполнила свои лучшие композиции и новые песни. В том же месяце Алёна Винницкая, наряду с другими украинскими исполнителями, исполнила неофициальный гимн Чемпионата Европы по футболу 2012, получивший название  «Вболівай», а также приняла участие в съёмках клипа на эту песню. В сентябре Винницкая выпустила видеоклип на композицию «Виноград» из своего дебютного альбома. Режиссёром видео выступила сама певица.

### 2013—2021: «Зірковий шлях», «Разговоры о любви» и «Откровения»
10 июня 2013 года Винницкая стала ведущей хит-парада «Top 10» на телеканале M1. В июле того же года певица представила сингл под названием «Он», а 13 ноября на музыкальном канале ELLO состоялась премьера клипа на эту песню. Режиссёром  видео выступил Сергей Большой, который также сыграл одну из ролей в клипе. В августе певица сыграла главную роль в клипе Сони Сотник «Боже, храни королеву». В сентябре Винницкая приняла участие в телепроекте «Хочу V ВИА Гру», сначала в качестве члена жюри в белорусском и казахстанском кастинге, а затем стала наставницей одной из троек, которая дошла до финала, но уступила подопечным Надежды Мейхер. 25 сентября на благотворительной фотовыставке «Небо» Винницкая представила одноимённую песню, которая входила в «Top 20. Рожденственский чарт» Tophit в 2014 и в 2015 годах, заняв 8 и 2 строчку хит-парада соответственно. В ноябре певица была ведущей конкурса «Дельфийские игры».
В январе 2014 года Винницкая выпустила песню «Подари», ставшую саундтреком к украинскому телесериалу «Сашка». В июне был выпущен видеоклип, в котором снялись актёры сериала — Александр Давыдов и Анна Кошмал, а также супруг певицы. 31 декабря в новогодней программе «Жди меня в Новый год» на телеканале «Интер» Алёна Винницкая вместе с Надеждой Мейхер исполнила композицию Владимира Преснякова и Леонида Агутина «Аэропорты».
13 января 2015 года Винницкая вместе с Александром Скичко стала ведущей программы «Зірковий шлях» (с укр. — «Звёздный путь») на канале «Украина». 21 мая певица выступила с сольной программой «Разговоры о любви», где представила одноимённую песню из нового альбома. 25 мая состоялся официальный релиз трека.
В октябре 2016 года Винницкая представила клип на композицию «Подари мне своё сердце», созданную в сотрудничестве с аранжировщиком и саунд-продюсером Алексеем Gorchitza, который ранее принимал участие в работе над песнями «Измученное сердце», «Подари» и другими. Режиссёром видео, снятого одним дублем и без монтажа, выступила сама певица.
В мае 2017 года Винницкая выпустила композицию «Птица». Аранжировку для трека сделал Алексей (Casualman) Лаптев ex-Gorchitza. 19 мая в киевском клубе Caribbean Club певица представила концертную программу под названием «Откровения», в которую вошли композиции «Одиночество», «Весна» и другие песни в полуакустической версии. 31 декабря на канале «Украина» состоялась премьера новогоднего концертного фильма «Большое новогоднее приключение Олега Винника», в съёмках которого, наряду с другими украинскими артистами, приняла участие Алёна Винницкая.
10 ноября 2019 года в четвертьфинале телепроекта «Танцы со звёздами» (укр. «Танці з зірками») Алёна Винницкая в дуэте с Надеждой Мейхер исполнила композицию группы «ВИА Гра» «Я не вернусь».
В апреле 2021 года Винницкая вместе с Владимиром Остапчуком была ведущей украинской трансляции кинопремии «Оскар» на канале «Украина». В том же году приняла участие в новогоднем выпуске проекта «Маска».

### 2022—настоящее время
В начале 2022 года контракт Алёны Винницкой с телеканалом «Украина» завершился и обе стороны решили его не продлевать.
После начала вторжения России в Украину певица стала реже появляться в информационном пространстве. В июле 2024 года Винницкая дала первое за два с половиной года интервью в программе «Ранок марафон» на телеканале «1+1». В нем исполнительница рассказала, что помогает украинским военным, запустив на основе фонда Алены Винницкой программу «Новая перспектива», которая специализируется на психологической поддержке ветеранов, вернувшихся из зоны боевых действий.

## Общественная деятельность
В 2005 году Алёна Винницкая была участницей благотворительной акции «Здоровое поколение», направленной на помощь детям с психическими недостатками. Певица выступила на благотворительном концерте, полученные средства от которого были переданы детскому отделению городской психоневрологической больницы. В 2006 году Винницкая вместе с американской актрисой Сандрой Буллок организовала проект «Не меняй», целью которого являлось укрепление супружеских отношений между людьми. В 2007 году певица принимала участие в благотворительном фестивале «Талантливые дети Украины», проходившем при поддержке Министерства образования и науки Украины и имевшем целью помочь детям из неблагополучных семей и сиротам развить творческие способности.
В декабре 2008 года Винницкая, наряду со многими другими украинскими артистами, приняла участие в фотовыставке «Фото греет 2008», завершившейся благотворительным аукционом. Все вырученные средства были направлены в Шосткинскую школу-интернат и туберкулезный санаторий. В 2009 году певица была назначена национальным послом социально-благотворительной программы «Вместе против рака груди». 19 июня того же года в эфире передачи «Шустер Live» (ТРК «Украина») Винницкая представила песню, которую она написала специально для этой программы. Кроме того, певица принимала участие в благотворительных походах и аукционах, направленных на сбор денежных средств для борьбы с раком молочной железы.
25 сентября 2013 года Винницкая провела в Киеве благотворительную фотовыставку под названием «Небо». Все фотоизображения, представленные на выставке, были переданы в Черкасский областной онкологический диспансер, а денежные средства, собранные на презентации, певица передала в благотворительный фонд «Здоровье женщины и планирование семьи» на покупку маммографического оборудования. В мае 2014 года Винницкая учредила благотворительный фонд под названием «Рассвет», основная цель которого, в частности, заключается в поддержке проектов в сфере культуры и искусства, а также в помощи социально незащищённым молодым матерям и женщинам с онкозаболеваниями.
В 2022 году осудила вторжение России на Украину.

## Семья
Отец Виктор Иванович Винницкий. Отчим Виктор Стратонович (женился на Тамаре Винницкой через некоторое время после смерти Виктора Винницкого). Мать Тамара Васильевна Винницкая (род. 12 октября 1950).
Брат Андрей Викторович Винницкий (род. 11 января 1972).
Племянник Максим Андреевич Винницкий (род. 1992).

## Личная жизнь
С 14 февраля 1993 года жила с Сергеем Алексеевым (Большим), бывшим солистом и бас-гитаристом группы «Cool Before», продюсером Алёны Винницкой. 10 мая 1995 года пара поженилась.

## Дискография

### В составе группы «ВИА Гра»
| №   | Название                   | Длительность |
| --- | -------------------------- | ------------ |
| 1.  | «Заклинание»               | 3:37         |
| 2.  | «Попытка №5»               | 3:22         |
| 3.  | «Я не вернусь»             | 3:44         |
| 4.  | «Познакомься с моей мамой» | 3:36         |
| 5.  | «Что же я наделала?»       | 3:29         |
| 6.  | «Бомба»                    | 3:25         |
| 7.  | «Отпустил, бы ты меня»     | 3:13         |
| 8.  | «Сейчас или никогда»       | 3:38         |
| 9.  | «Обними меня»              | 3:52         |
| 10. | «Спасибо за лето»          | 3:24         |
| 11. | «Каждый день»              | 3:38         |

А также:
- «Появись, мой суженый» (feat. Ани Лорак) — состав «Винницкая-Грановская»;
- «Стоп! Стоп! Стоп!» — состав «Винницкая-Найник-Седокова»;
- «Good Morning, папа!» — состав «Винницкая-Найник-Седокова»;
- «Я не поняла» (feat. Верка Сердючка) — состав «Винницкая-Грановская-Седокова».

### Сольно
| №   | Название            | Длительность |
| --- | ------------------- | ------------ |
| 1.  | «Я здесь, я рядом»  |              |
| 2.  | «Рассвет»           |              |
| 3.  | «Золушка»           |              |
| 4.  | «Музыка Рок»        |              |
| 5.  | «Давай забудем все» |              |
| 6.  | «Ветер перемен»     |              |
| 7.  | «Видишь, я жива»    |              |
| 8.  | «Тайну разгадаю»    |              |
| 9.  | «Зима»              |              |
| 10. | «Виноград»          |              |
| 11. | «100 лет назад»     |              |
| 12. | «Все будет хорошо»  |              |

| №   | Название                                             | Длительность |
| --- | ---------------------------------------------------- | ------------ |
| 1.  | «007»                                                |              |
| 2.  | «Давай забудем все (Gorchitza mix)»                  |              |
| 3.  | «Видишь, я жива (Измученное сердце) (video edit)»    |              |
| 4.  | «Золушка»                                            |              |
| 5.  | «Виноград»                                           |              |
| 6.  | «Давай забудем все (DJ Lemon mix)»                   |              |
| 7.  | «Я здесь, я рядом»                                   |              |
| 8.  | «Зима»                                               |              |
| 9.  | «Давай забудем все (DJ Major mix)»                   |              |
| 10. | «Видишь, я жива (Измученное сердце) (Gorchitza mix)» |              |
| 11. | «Тайну разгадаю»                                     |              |
| 12. | «Ветер перемен»                                      |              |
| 13. | «100 лет назад»                                      |              |
| 14. | «007 (Gorchitza mix)»                                |              |

| №   | Название                                              | Длительность |
| --- | ----------------------------------------------------- | ------------ |
| 1.  | «I'm here, I'm beside you»                            |              |
| 2.  | «Sunrise»                                             |              |
| 3.  | «Cinderella»                                          |              |
| 4.  | «Rock Music»                                          |              |
| 5.  | «Forget it all»                                       |              |
| 6.  | «The wind of changes»                                 |              |
| 7.  | «Tormented heart (See, I'm alive)»                    |              |
| 8.  | «I will unravel the mystery»                          |              |
| 9.  | «Winter»                                              |              |
| 10. | «Grapes»                                              |              |
| 11. | «100 years ago»                                       |              |
| 12. | «Things will come right»                              |              |
| 13. | «Forget it all (english version "Давай забудем всё")» |              |
| 14. | «Sunrise (english version "Рассвет")»                 |              |
| 15. | «Tormented heart (english version "Видишь, я жива")»  |              |
| 16. | «007 (english version "007")»                         |              |

| №   | Название        | Примечания                    | Длительность |
| --- | --------------- | ----------------------------- | ------------ |
| 1.  | «Звездочет»     |                               |              |
| 2.  | «39 морей»      |                               |              |
| 3.  | «Тумба-Буги»    | Совместно с Георгием Делиевым |              |
| 4.  | «Куклы»         |                               |              |
| 5.  | «Это пройдет»   |                               |              |
| 6.  | «Одиночество»   |                               |              |
| 7.  | «Случилось»     |                               |              |
| 8.  | «Вера в любовь» |                               |              |
| 9.  | «Встреча»       |                               |              |
| 10. | «Весна 202»     |                               |              |
| 11. | «Пальчик»       |                               |              |

| №   | Название                      | Длительность |
| --- | ----------------------------- | ------------ |
| 1.  | «Ночной господин (Звездочет)» |              |
| 2.  | «Куклы»                       |              |
| 3.  | «39 морей»                    |              |
| 4.  | «Встреча»                     |              |
| 5.  | «Весна 202»                   |              |
| 6.  | «Одиночество»                 |              |
| 7.  | «Тумба-Буги»                  |              |
| 8.  | «Вера в Любовь»               |              |
| 9.  | «Случилось»                   |              |
| 10. | «Рассвет»                     |              |
| 11. | «Зима»                        |              |
| 12. | «Ветер перемен»               |              |

| №  | Название                   | Примечания | Длительность |
| -- | -------------------------- | ---------- | ------------ |
| 1. | «Конверт»                  |            |              |
| 2. | «Я буду кроткой»           |            |              |
| 3. | «Все это с нами»           |            |              |
| 4. | «Равнодушна»               |            |              |
| 5. | «Конверт (Глаза тускнеют)» | Ремикс     |              |
| 6. | «Я буду кроткой»           | Ремикс     |              |
| 7. | «Равнодушна»               | Ремикс     |              |

| №   | Название                                 | Длительность |
| --- | ---------------------------------------- | ------------ |
| 1.  | «Ночной господин (Звездочет) (remix)»    |              |
| 2.  | «Конверт (глаза тускнеют) /Funky remix/» |              |
| 3.  | «39 морей (remix)»                       |              |
| 4.  | «Встреча (remix)»                        |              |
| 5.  | «Конверт (Глаза тускнеют)»               |              |
| 6.  | «Я буду кроткой (remix)»                 |              |
| 7.  | «Весна 202 (remix)»                      |              |
| 8.  | «Одиночество (remix)»                    |              |
| 9.  | «Равнодушна (remix)»                     |              |
| 10. | «Тумба-Буги (remix)»                     |              |
| 11. | «Вера в любовь (remix)»                  |              |
| 12. | «Случилось (remix)»                      |              |
| 13. | «Рассвет (remix)»                        |              |
| 14. | «Зима (remix)»                           |              |
| 15. | «Ветер перемен (remix)»                  |              |
| 16. | «Осень золотая»                          |              |

| №   | Название                 | Длительность |
| --- | ------------------------ | ------------ |
| 1.  | «Я здесь, я рядом»       |              |
| 2.  | «007»                    |              |
| 3.  | «Куклы»                  |              |
| 4.  | «Одиночество»            |              |
| 5.  | «Равнодушна»             |              |
| 6.  | «Весна 202»              |              |
| 7.  | «Конверт»                |              |
| 8.  | «Я буду кроткой»         |              |
| 9.  | «Все это с нами (Весна)» |              |
| 10. | «Осень золотая»          |              |
| 11. | «Виноград»               |              |
| 12. | «Слушай меня, девочка»   |              |
| 13. | «Давай забудем все»      |              |
| 14. | «Рассвет»                |              |

## Чарты
| Год  | Название                              | Чарты                               | Чарты                              | Чарты                               | Чарты                             | Чарты                           | Чарты               | Альбом                           |
| Год  | Название                              | Россия и СНГ (TopHit Общий Топ-100) | Россия (TopHit Московский Топ-100) | Украина (TopHit Украинский Топ-100) | Украина (TopHit Киевский Топ-100) | Радиочарт по заявкам TopHit 100 | Рождественский чарт | Альбом                           |
| ---- | ------------------------------------- | ----------------------------------- | ---------------------------------- | ----------------------------------- | --------------------------------- | ------------------------------- | ------------------- | -------------------------------- |
| 2003 | «Давай забудем всё»                   | 66                                  | —                                  | 246                                 | 336                               | —                               | —                   | Рассвет                          |
| 2004 | «Рассвет»                             | 107                                 | —                                  | 104                                 | 219                               | —                               | —                   | Рассвет                          |
| 2005 | «Видишь, я жива (Измученное сердце)»  | 289                                 | —                                  | 211                                 | 372                               | —                               | —                   | Рассвет / 007                    |
| 2007 | «Равнодушна»                          | 176                                 | —                                  | —                                   | 148                               | 175                             | —                   | Конверт                          |
| 2008 | «Конверт»                             | 81                                  | 127                                | 72                                  | 2                                 | 97                              | —                   | Конверт                          |
| 2008 | «Осень Золотая» feat. Алексей Большой | 75                                  | —                                  | 257                                 | 1                                 | 103                             | —                   | «Замиксовано. The Best AV mixes» |
| 2009 | «Всё это с нами (Весна)»              | 98                                  | —                                  | —                                   | 49                                | 136                             | —                   | Конверт                          |
| 2009 | «Taк случилось»                       | 127                                 | —                                  | 409                                 | 57                                | 149                             | —                   | Куклы / Электро                  |
| 2010 | «Слушай, девочка»                     | 94                                  | —                                  | 118                                 | 11                                | 107                             | —                   | Сборник хитов 2003—2010          |
| 2011 | «Что ты со мной сделал?»              | 164                                 | —                                  | 74                                  | 108                               | 169                             | —                   | TBA                              |
| 2011 | «Не плачь, детка»                     | 122                                 | —                                  | 13                                  | 14                                | 158                             | —                   | TBA                              |
| 2012 | «Я буду кроткой»                      | 181                                 | —                                  | 62                                  | 81                                | 186                             | —                   | TBA                              |
| 2012 | «Я жду»                               | 151                                 | —                                  | 28                                  | 21                                | 113                             | —                   | TBA                              |
| 2012 | «Виноград»                            | 240                                 | —                                  | 606                                 | 242                               | 163                             | —                   | Рассвет                          |
| 2013 | «Он»                                  | 147                                 | —                                  | 10                                  | 12                                | 149                             | —                   | TBA                              |
| 2013 | «Зима»                                | 201                                 | —                                  | 453                                 | —                                 | 216                             | —                   | TBA                              |
| 2014 | «Подари»                              | 159                                 | —                                  | 28                                  | 41                                | 92                              | —                   | TBA                              |
| 2014 | «Небо»                                | 140                                 | —                                  | 41                                  | 37                                | 164                             | 2                   | TBA                              |
| 2015 | «Разговоры о любви»                   | 168                                 | —                                  | 63                                  | 129                               | 283                             | —                   | TBA                              |
| 2016 | «Подари мне своё сердце»              | 340                                 | —                                  | 759                                 | —                                 | 329                             | —                   | TBA                              |

## Видеография

### В составе группы «ВИА Гра»
| Год  | Клип                  | Режиссёр      | Состав                                          |
| ---- | --------------------- | ------------- | ----------------------------------------------- |
| 2000 | «Попытка № 5»         | Макс Паперник | А.Винницкая, Н.Грановская                       |
| 2000 | «Обними меня»         | Семён Горов   | А.Винницкая, Н.Грановская                       |
| 2001 | «Бомба»               | Игорь Иванов  | А.Винницкая, Н.Грановская                       |
| 2001 | «Я не вернусь»        | Макс Паперник | А.Винницкая, Н.Грановская                       |
| 2002 | «Стоп! Стоп! Стоп!»   | Семён Горов   | А.Винницкая, Т.Найник, А.Седокова               |
| 2002 | «Good morning, папа!» | Семён Горов   | А.Винницкая, Н.Грановская, А.Седокова, Т.Найник |

### Сольно
| Год  | Клип                                | Режиссёр                        |
| ---- | ----------------------------------- | ------------------------------- |
| 2003 | «Давай забудем всё»                 | Виктор Придувалов               |
| 2003 | «Рассвет»                           | Виктор Вилкс                    |
| 2004 | «Измученное сердце»                 | Александр и Игорь Стеколенко    |
| 2005 | «007»                               | Александр Игудин                |
| 2005 | «Измученное сердце (Gorchitza mix)» | Александр и Игорь Стеколенко    |
| 2006 | «Куклы»                             | Александр Игудин                |
| 2006 | «Тумба-буги»                        | Георгий Делиев                  |
| 2006 | «Одиночество»                       | Александр и Игорь Стеколенко    |
| 2007 | «Звездочёт»                         | Александр Игудин                |
| 2007 | «Равнодушна»                        | Сергей Солодкий                 |
| 2008 | «Конверт»                           | Игорь Иванов                    |
| 2008 | «Осень золотая»                     | Сергей Солодкий                 |
| 2009 | «Я здесь, я рядом»                  | Бата Недич                      |
| 2009 | «Всё это с нами (Весна)»            | Сергей Солодкий                 |
| 2010 | «Слушай меня, девочка»              | Сергей Перцев                   |
| 2010 | «Что ты со мной сделал?»            | Тарас Маляревич                 |
| 2011 | «Не плачь, детка»                   | Сергей Перцев                   |
| 2011 | «Курортная (Гуляй, славяне)»        | Алексей Большой                 |
| 2012 | «Я жду»                             | Сергей Большой                  |
| 2012 | «Виноград»                          | Алёна Винницкая                 |
| 2013 | «Он»                                | Сергей Большой, Алёна Винницкая |
| 2014 | «Подари»                            | Артем Приходько                 |
| 2016 | «Подари мне своё сердце»            | Алёна Винницкая                 |

### Как актриса
| Год  | Клип                                      | Режиссёр      |
| ---- | ----------------------------------------- | ------------- |
| 2012 | «Вболівай» (клип украинских артистов)     | Сергей Перцев |
| 2013 | «Боже, храни королеву» (клип Сони Сотник) | Ирина Цилык   |

## Фильмография

### Новогодние мюзиклы
- 2002 — «Вечера на хуторе близ Диканьки» (в составе «ВИА Гра») — подружка Оксаны
- 2003 — «Золушка» (в составе «ВИА Гра») — скандинавская принцесса
- 2017 — Новогодний концерт на ТРК Украина «Большое новогоднее приключение Олега Винника»

### DVD
- 2007 — «Через тернии к звёздам»

### Телесериалы
- 2011 — «Такси» (39 серия)